# Franz Baltzer
Pour les articles homonymes, voir Baltzer.
Franz Baltzer, né le 29 mai 1857 à Dresde et décédé à l'âge de 70 ans le 13 septembre 1927, est un ingénieur civil et ferroviaire allemand qui est conseiller étranger au Japon durant l'ère Meiji.

## Biographie
Né le 29 mai 1857, Baltzer travaille après ses études aux chemins de fer nationaux prussiens et participe à la construction du réseau de Berlin et de la gare de Cologne. Il voyage en Écosse et aux États-Unis afin de gagner plus d'expérience. Peu après son retour au Japon, il accepte la proposition du gouvernement japonais à devenir conseiller étranger au bureau des chemins de fer du ministère japonais des Communications. Son contrat débute en février 1898. Il est engagé pour superviser la construction de voies entre Shimbashi, Tokyo et Yokohama. Durant cette période au Japon, Franz Baltzer parvient à réduire l'influence britannique et américaine pour l'approvisionnement en rails et en matériel annexe au profit des produits allemands.
Son contrat se termine le 28 février 1903 et il retourne en Allemagne où il entre au bureau des colonies et est engagé dans la construction de chemins de fer en Afrique. Après la fermeture du bureau, il démissionne. Il meurt à Wiesbaden le 13 septembre 1927.